# Metallogorgia macrospina
Metallogorgia macrospina är en korallart som beskrevs av Kükenthal 1919. Metallogorgia macrospina ingår i släktet Metallogorgia och familjen Chrysogorgiidae. Inga underarter finns listade i Catalogue of Life.